# 趙成珉
趙成珉（韓語：조성민，1973年4月5日—2013年1月6日），是韓國的棒球運動員之一，曾效力於日本職棒讀賣巨人隊，2005年和韓國職棒韓華鷹隊簽約，2007年宣布退休，守備位置為投手，2013年1月6日清晨，被女友於住處發現他的遺體，頸上纏著1條皮帶，疑似自殺身亡，享年39歲，而其前妻為韓國已故女星崔真實。

## 生平

### 日本職棒時期
1996年和讀賣巨人隊簽下合約，正式加盟巨人隊，並於隔年於一軍出賽，被認為可以和當時效力中日龍隊的韓國投手宣銅烈抗衡，然而首年就繳出1勝2敗，11次救援成功和防禦率2.89的成績，1998年由後援轉為先發，同樣有7勝6敗及防禦率2.75的好成績，其中共有6次完投和3次完封，不過該年下半季即因右膝受傷而整季報銷，1999年整年也沒有出賽紀錄，不過他在2000年和韓國女星崔真實結婚，但復出後表現不盡理想，因此2002年遭到釋出，被釋出之後短暫離開棒球界，轉任球評。

### 家暴事件
由於趙成珉離開日本後一直想回韓國打球，但都沒有球隊願意網羅，因此只好先到電視台擔任球評，2004年，其妻崔真實爆料長期遭到趙成珉毆打，而該起家暴事件也重創趙成珉的形象，而崔真實隨後即和趙成珉離婚。

### 韓國職棒時期
2005年，走過家暴風波的趙成珉和韓華鷹隊簽約，宣告重返職棒場上，但復出後表現仍普通，因此2007年遭到釋出，而被釋出後也宣布退休。

### 退休後
退休後，又回到電視台擔任球評。2008年，前妻崔真實上吊自殺，趙成珉也因此承受社會輿論的巨大壓力。2011年，斗山熊隊邀請他擔任教練，但隔年即退團，2013年被女友發現在住處上吊自殺，享年39歲。

## 職棒生涯成績

### 日本職棒成績
| 年度   | 球隊     | 出賽 | 勝投 | 敗投 | 中繼 | 救援 | 完投 | 完封 | 四壞 | 三振 | 責失 | 投球局數 | 防禦率 |
| ------ | -------- | ---- | ---- | ---- | ---- | ---- | ---- | ---- | ---- | ---- | ---- | -------- | ------ |
| 1997年 | 讀賣巨人 | 22   | 1    | 2    | 0    | 11   | 0    | 0    | 13   | 30   | 9    | 28.0     | 2.89   |
| 1998年 | 讀賣巨人 | 15   | 7    | 6    | 0    | 0    | 6    | 3    | 34   | 83   | 32   | 104.2    | 2.75   |
| 2000年 | 讀賣巨人 | 10   | 1    | 2    | 0    | 0    | 0    | 0    | 5    | 9    | 6    | 14.0     | 3.86   |
| 2002年 | 讀賣巨人 | 6    | 2    | 0    | 0    | 0    | 0    | 0    | 2    | 5    | 3    | 11.2     | 2.31   |
| 合計   | 4年      | 53   | 11   | 10   | 0    | 11   | 6    | 3    | 54   | 127  | 50   | 158.1    | 2.84   |

### 韓国職棒成績
| 年度   | 球隊   | 出賽 | 勝投 | 敗投 | 中繼 | 救援 | 完投 | 完封 | 四壞 | 三振 | 責失 | 投球局數 | 防禦率 |
| ------ | ------ | ---- | ---- | ---- | ---- | ---- | ---- | ---- | ---- | ---- | ---- | -------- | ------ |
| 2005年 | 韓華鷹 | 16   | 2    | 2    | 4    | 0    | 0    | 0    | 9    | 8    | 14   | 19.1     | 6.52   |
| 2006年 | 韓華鷹 | 7    | 0    | 0    | 0    | 0    | 0    | 0    | 6    | 4    | 5    | 6.2      | 6.75   |
| 2007年 | 韓華鷹 | 12   | 1    | 2    | 0    | 0    | 0    | 0    | 19   | 18   | 20   | 43.0     | 4.19   |
| 合計   | 3年    | 35   | 3    | 4    | 4    | 0    | 0    | 0    | 34   | 30   | 39   | 69.0     | 5.09   |

## 外部連結
- 趙成珉在台灣棒球維基館上的頁面（繁體中文）
- 趙成珉在日本職棒（英语）
- 趙成珉在韓國職棒（投手）（英语）
- 趙成珉在Baseball-Reference.com（小聯盟以及海外聯盟）（英语）